# Maten no Sōmetsu
Maten no Sōmetsu est un jeu vidéo de rôle sorti en 1993 sur Mega Drive. Le jeu a été développé et édité par Kōdansha.
Le jeu est fréquemment confondu avec Maten Densetsu sorti sur Super Nintendo.